# Novo Selo (Čaška)
Novo Selo (makedonsky: Ново Село) je vysídlená vesnice v Severní Makedonii. Nachází se v opštině Čaška ve Vardarském regionu.
V roce 2002 zde žilo podle sčítání lidu posledních 6 obyvatel. Podle sčítání lidu z roku 2021 ve vesnici nežije nikdo.

## Historie
Podle etnografických spisů z roku 1873 vydaných v Istanbulu zde bylo 15 domácností a žilo zde 75 obyvatel bulharské národnosti.
Podle záznamů Vasila Kančova z roku 1900 zde žilo 125 křesťanských Bulharů.
Po vypuknutí Balkánské války v roce 1912 se čtyři zdejší obyvatelé dobrovolně přidali do makedonsko-odrinské milice. Po osvobození od Osmanské říše v roce 1913 připadla vesnice Srbsku.